# Віра (релігійна)

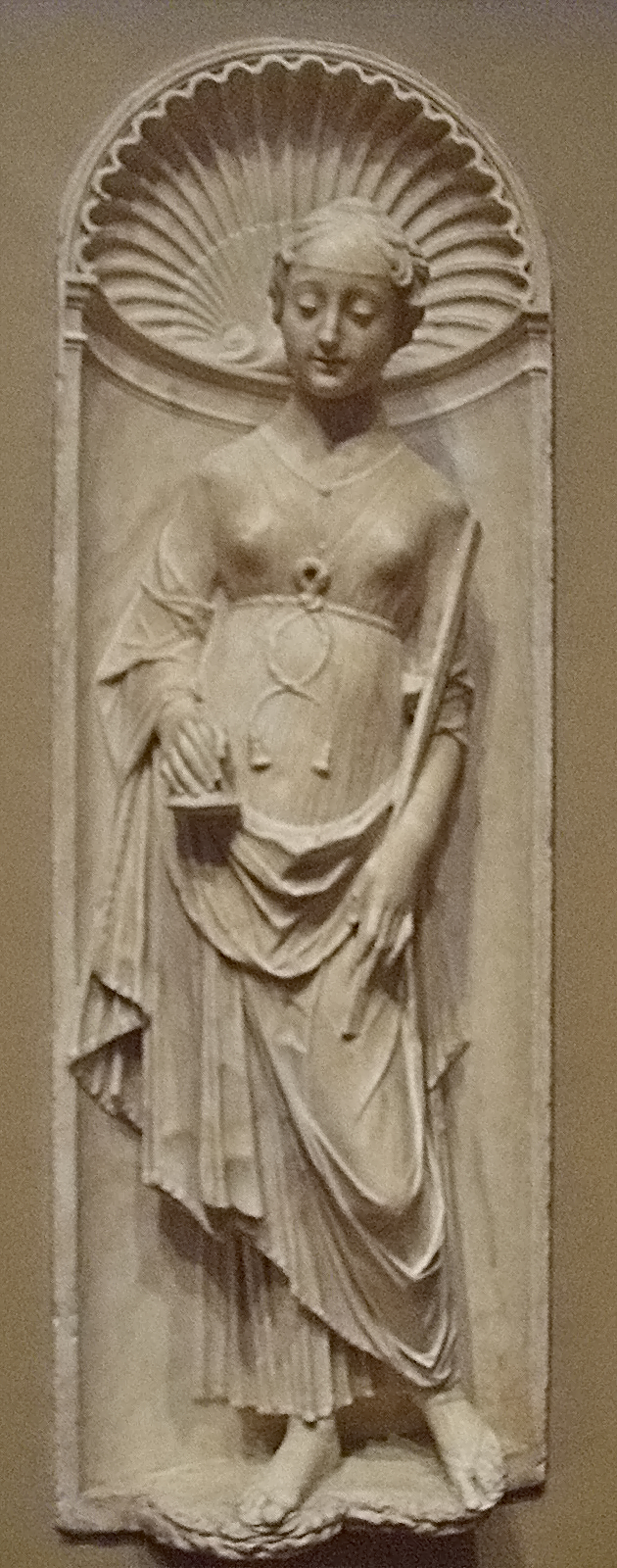
Віра (Armani), Міно да Ф'єсоле.

Віра в релігійному сенсі — тверде переконання у справедливості положень певної релігії, що спирається на авторитет священних текстів та на навчання священнослужителів.

## Трактування
У більшості релігій — це впевненість у реальному існуванні надприродних істот, особливих якостей окремих предметів тощо[джерело?]. На практиці це є віра у святих, пророків, вчителів, священнослужителів, у можливість спілкування з духами, істинність догматів і релігійних текстів, позагробне життя або переродження душ[джерело?]. У богословському розумінні релігійна віра виступає як вище виявлення людської свідомості, найвища цінність. Вірити можна в багатьох богів — політеїзм (давньогрецька релігія), або в одного — монотеїзм (християнство)[джерело?].

## У християнстві
Християнство вважає, що виникнення віри в людині потребує одкровення. Основні положення християнської віри увійшли до Символа Віри, який вірні проголошують на кожному богослужінні.